# Коссель, Альбрехт
Лю́двиг Карл Марти́н Леона́рд А́льбрехт Ко́ссель (нем. Ludwig Karl Martin Leonhard Albrecht Kossel; 16 сентября 1853, Росток — 5 июля 1927, Гейдельберг) — немецкий биохимик, физиолог, удостоенный в 1910 году Нобелевской премии по физиологии и медицине за свои работы о белках и нуклеиновых веществах, внёсшие вклад в развитие клеточной химии.

## Молодость и образование
Альбрехт Коссель родился в семье прусского консула и торговца Альбрехта Карла Людвига Эноха Косселя и его жены Клары Йеппе Коссель. Коссель посещал гимназию в Ростоке, где проявил значительный интерес к химии и ботанике.
В 1872 году Коссель поступил в Страсбургский университет, где учился у Феликса Гоппе-Зейлера, который руководил единственной в то время в Германии кафедрой биохимии. Коссель посещал лекции Антона де Бари (Anton de Bary), Вальдейера, Августа Кундта и Адольфа Байера. Он завершил обучение в Ростокском университете и получил диплом по медицине в 1877 году.

## Первые исследования
После окончания университета Коссель вернулся в Страсбург, где поступил ассистентом к Феликсу Гоппе-Зейлеру. В то время Гоппе-Зейлер исследовал кислое вещество, которое в 1869 году выделил из клеток гноя один из его бывших учеников Фридрих Мишер. Это вещество, как и белки, содержало большое количество фосфора, но его кислотность значительно превышала кислотность любых соединений, которые к тому времени выделили из клеток. Коссель показал, что вещество, называемое «нуклеином», состояло из белкового и небелкового компонента. Коссель выделил и описал небелковый компонент. Это вещество, содержащее генетическую информацию в любых живых клетках, стало известно как нуклеиновая кислота.

## Выделение и описание азотистых оснований
В 1885—1901 годах Коссель выделил и описал пять органических соединений, присутствующих в нуклеиновых кислотах: аденин, цитозин, гуанин, тимин и урацил. Эти соединения были позже описаны как азотистые основания, являющиеся ключевыми в формировании молекул ДНК и РНК, хранящих генетическую информацию во всех живых клетках.
В 1883 году Коссель покинул Страсбург и стал руководить химическим отделением кафедры физиологии в Берлинском университете, сменив Ойгена Баумана. В этой должности Коссель продолжал изучать нуклеиновые кислоты под руководством Эмиля Дюбуа-Реймона.

## Изучение химического состава белка
В 1895 году Коссель был профессором физиологии и руководил физиологическим отделом в Марбургском университете. В это время он начал исследовать химическую структуру белка, изменения в белке в процессе его превращения в пептон, пептидные компоненты клеток и др.
В 1896 году Коссель открыл гистидин, затем разработал классический метод количественного выделения «гексоновых оснований» (альфа-аминокислоты аргинин, гистидин и лизин). Коссель также первым выделил теофиллин, терапевтический препарат, содержащийся в чае и какао-бобах.
В 1901 году Коссель был назначен руководителем отдела изучения белка в Гейдельбергском университете. Его исследования способствовали открытию полипептидной природы белковых молекул.

## Нобелевская премия
Жизненные процессы – как драма, и я изучаю актеров, а не сюжет. Актеров много, и их характеры являются основой всей постановки. Я пытаюсь понять их привычки, их особенности.
Альбрехт Коссель
интервью для New York Times
Коссель был удостоен Нобелевской премии по физиологии или медицине 10 декабря 1910 года за свои исследования клеточной биологии, химического состава клеточного ядра и за свою работу по выделению и описанию нуклеиновых кислот.
Осенью 1911 года Коссель был приглашен в США для чтения Гертеровской лекции в Университете Джонса Хопкинса «Белки». Коссель путешествовал со своей женой Луизой и дочерью Гертрудой, посетил своих друзей, в том числе кузена своей жены Юджина Хилгарда (Eugene W. Hilgard), почётного профессора агрохимии в Калифорнийском университете в Беркли. Коссель также читал лекции в некоторых других университетах, в том числе в Чикагском университете.
В Нью-Йорке Коссель дал интервью репортеру New York Times. По имеющимся данным, он прекрасно говорил по-английски, а его скромность и сдержанность подробно описаны в отчёте репортера.
Эта поездка была единственным визитом Косселя в США.

## Дальнейшие исследования и сотрудничество с другими учеными
Вместе со своим выдающимся английским учеником Генри Дрисдейлом Дакином (Henry Drysdale Dakin) Коссель исследовал аргиназу, фермент, гидролизующий аргинин до орнитина и мочевины. Позже он открыл агматин в икре сельди и разработал метод его получения.
Другим учеником Косселя был американский биохимик Эдвин Харт (Edwin B. Hart), который позднее вернулся в США для участия в «однозерновом эксперименте» (single-grain experiment) в 1907—1911 годах. Он также участвовал в определении зависимости возникновения анемии и зоба от потребляемой пищи. Ещё один ученик, Отто Фолин (Otto Folin) — американский учёный, открывший креатинфосфат.
В 1923 году Коссель был представителем Германии на XI физиологическом конгрессе в Эдинбурге. Когда он появился перед собравшимися учёными, они аплодировали ему в течение нескольких минут. На конгрессе Эдинбургский университет присвоил Косселю почётное звание.
В 1924 году Коссель стал почетным профессором, но продолжал читать лекции в Гейдельбергском университете. В апреле 1927 года он посетил столетний юбилей Листера в Англии.
В последние годы своей жизни Коссель изучал состав протаминов и гистонов, открыл флавиановую кислоту. Монография, описывающая эту работу, была опубликована вскоре после его смерти.

## Журнал физиологической химии
Коссель участвовал в создании первых номеров Zeitschrift für Physiologische Chemie (Журнала физиологической химии). Это издание было создано его учителем, профессором Феликсом Гоппе-Зейлером в 1877 году, тогда же, когда Коссель стал его ассистентом. После смерти Гоппе-Зейлера в 1895 году Коссель возглавил редакцию журнала и занимал эту должность вплоть до собственной смерти в 1927 году.

## Личная жизнь
В 1886 году Коссель женился на Луизе Хольцман, дочери Адольфа Хольцмана, известного филолога и профессора Гейдельбергского университета. В семье Косселя было три ребёнка, двое из которых дожили до зрелости: сын Вальтер и дочь Гертруда. Вальтер Коссель стал выдающимся физиком, был профессором теоретической физики и руководил Физическим институтом Тюбингенского университета. Он известен благодаря своей теории химической связи (ионная связь/правило октета), правилу смещения Зоммерфельда-Косселя и другим достижениям.
По всем описаниям Коссель не проявлял политической активности и не интересовался политикой.
Благодаря своей женитьбе на Луизе Коссель стал связан с выдающимися американцами: почвоведом Юджином Хилгардом (Eugene W. Hilgard), журналистом и финансистом Генри Виллардом (Henry Villard), аболиционистом Уильямом Ллойдом Гаррисоном (William Lloyd Garrison).
Луиза Коссель умерла в 1913 году от острого панкреатита. Коссель тихо скончался 5 июля 1927 года после второго приступа стенокардии. Он похоронен в Гейдельберге, Германия.

## Наследие
Изучение живых организмов все ближе и ближе подводило к идее о том, что мельчайшие единицы жизни (морфологически – клетки) ведут в определенной степени независимую жизнь и являются местом протекания жизненно необходимых процессов. Таким образом, клетки привлекают особое внимание в биологических исследованиях, и работы, расширяющие наше представление о клетках, заслуживают признания. Проф. Коссель решил посвятить себя этой области науки, и благодаря своей работе получил в этом году Нобелевскую Премию.
Нобелевская речь на церемонии вручения премии
10 декабря 1910
Альбрехт Коссель — один из действительно великих ученых в области биохимии и генетики. Выделение и описание нуклеиновых кислот и азотистых оснований привело в дальнейшем к открытию двойной спирали ДНК Джеймсом Уотсоном (James D. Watson) и Фрэнсисом Криком (Francis Crick) в 1953 году.
" … his elucidation of the chemical nature of some building blocks that make up nucleic acids and chromatine has secured immortality for this exeedingly modest and almost shy man"
Институт нейрорегенерации им. Альбрехта Косселя в Ростокском университете назван в его честь.

## Избранные произведения
- Untersuchungen über die Nukleine und ihre Spaltungsprodukte («Investigations into the nucleins and their cleavage products», 1881)
- Die Gewebe des menschlichen Körpers und ihre mikroskopische Untersuchung («The tissues in the human body and their microscopic investigation», 1889—1891)
- Leitfaden für medizinisch-chemische Kurse («Textbook for medical-chemical courses», 1888)
- Die Probleme der Biochemie («The problems of biochemistry», 1908)
- Die Beziehungen der Chemie zur Physiologie («The relationships between chemistry and physiology», 1913)